# Pero vulpecula
Pero vulpecula är en fjärilsart som beskrevs av Paul Dognin 1904. Pero vulpecula ingår i släktet Pero och familjen mätare. Inga underarter finns listade i Catalogue of Life.